# Darwin Project
Darwin Project je free to play multiplayerová online battle royale hra vyvinutá a publikovaná studiem Scavengers. Předčasný přístup byl spuštěn ve službách Steam Early Access a Xbox Game Preview 9. března 2018. Plná verze byla poté vydána 14. ledna 2020. Aby hráč zvítězil, je důležité nejen přežít extrémní přírodní podmínky, nastražovat pasti, sledovat a porazit jednotlivé protivníky, ale i získat si přízeň tzv. Show Directora. Hra podporuje angličtinu, francouzštinu, italštinu, němčinu, španělštinu, ruštinu, japonštinu, polštinu a korejštinu.

## Děj
Hra se odehrává v krutých horských podmínkách post-apokalyptické Kanady. Jako příprava na hrozící Dobu Ledovou je spuštěn nový projekt: napůl vědecký experiment, napůl reality show. Do arény jsou umístěni vězni a musí získávat suroviny a přežít v boji proti dalším devíti spoluvězňům a nemilostnému moderátorovi pouze s lukem a sekerou. Hráči musí vyrábět výbavu pro přežití, hledat schované truhly se speciálními předměty (např. lékárničkou, energetickým nápojem, horkou kávou pro zahřátí), sbírat součástky u elektrických zdrojů k získání speciálních schopností. Mimo to si ještě všichni musí dát pozor, aby neumrzli. Předejít tomu lze vypitím horkého nápoje nebo rozděláním ohně. Poslední přeživší vyhrává.

## Show Director
„Show Director“ neboli moderátor hry je jedenáctým hráčem. Hru ovlivňuje svými schopnostmi a sám je ovlivňován diváky této show. Jeho existence hru odlišuje od všech ostatních. Diváci mohou přes platformu Twitch.tv nebo Mixer.com hlasovat o zvýhodňování a znevýhodňování hráčů, či o jiném zásahu do hry. Mezi jeho schopnosti patří např. uzdravení, zahřátí, zrychlení, přidání surovin nebo štítu konkrétnímu hráči, snížení gravitace, bombardování nebo uzavření (nastane v ní extrémní zima) některé z 7 částí mapy (těchto bojových částí existuje 11, ve jedné hře ale může být pouze 7 částí, které jsou náhodně vybrány), vyhlášení honu na jednotlivce, odhalení všech pozici všem nebo možnost veřejně promluvit vůči všem. Problémem se tedy u nezkušených moderátorů může stát, že nadržují některým hráčům. Každý Director je tedy po zápase zhodnocen a podle svého hodnocení může používat schopnosti. Pokud je u ostatních hráčů neoblíbený, bude mu jeho role odebrána, a pokud bude chtít opět moderovat, bude si muset vybojovat cestu zpět.
Hra si v tomto ohledu bere inspiraci ze série Hunger Games, kde do Her zasahovali sponzoři.

## Vývoj
Za vývojem hry stojí mnohočlenný tým složený převážně z veteránů videoherního průmyslu. Hra byla odhalena na PAX East 2017 a oficiálně oznámena v roce 2017 na E3 Microsoft konferenci. Před spuštěním fáze předběžného přístupu prošla hra několika veřejnými i neveřejnými beta a alpha testy.
24. dubna 2018 hra odstoupila z původního plánu být „pay-to-play“ titulem s cenou 15 € a přešla do režimu „free-to-play“.